# Jens Lauritz Arup
Jens Lauritz Arup, född den 20 april 1793 i Kristiansand, död den 9 april 1874 i Kristiania (nuvarande Oslo), var en norsk biskop.
Arup tjänstgjorde redan 1812, innan han tagit sin teologiska examen, som skeppspräst på ett av de franska linjeskepp, som då utrustades med danska och norska besättningar. År 1818 avlade han sin examen med den största utmärkelse, som man kunde få vid Kristiania universitet, samt anställdes året därpå som residerande kapellan först i Ullensaker och sedan i Drammen. År 1832 blev han "sognepræst" i nämnda stad, och 1845 kallades han till stiftsprost i Kristiania samt blev 1846 biskop i Kristiania stift. 
Som biskop utvecklade Arup en mycket betydande verksamhet. Vid Drammens skola tillvann han sig därjämte ett aktat namn som praktisk skolman. I stortingen 1836, 1842 och 1845 var Arup den ene av Drammens representanter och hade som sådan väsentlig andel i den 1845 utfärdade dissenterlagen. Vid dessa tre storting var han ordförande i kommittéer (utskott), nämligen 1842 och 1845 i kyrkokommittén och 1836 i tullkommittén; han hade några år förut författat en på mycket liberala grundsatser byggd framställning om förändringar i tullagstiftningen.